# Tethinidae
Die Tethinidae sind eine Familie der Zweiflügler (Diptera) und gehören hier zu den Fliegen (Brachycera). Sie sind weltweit verbreitet und bis jetzt mit etwa 160 Arten in 17 Gattungen bekannt. In Europa kommen davon 35 Arten vor.

## Merkmale
Die Fliegen sind klein und erreichen nur eine Körperlänge von 1,5 bis 3 Millimetern und haben meist eine gräuliche bis braune Körperfärbung. Ihre fadenförmigen Fühler sind dreigliedrig. Das letzte Segment ist abgerundet. Ihre Mundwerkzeuge sind normal ausgebildet. Die Maxillarpalpen bestehen nur aus einem Glied.

## Lebensweise
Nahezu alle Arten der Tethinidae leben an Küsten oder in ähnlichen, salzigen Gebieten. Nur wenige Arten kommen auf Wiesen, in Wäldern und trockenen Wüstengebieten vor. Die Imagines findet man vor allem auf verrottendem Seetang und der Dünenvegetation sowie am Strand bei Ebbe, in Marschgebieten und in Mangrovengebieten. Auch an Gewässern, die durch organische Abfälle, wie beispielsweise Schlachtabfälle oder Abfälle von Geflügelfarmen verschmutzt sind und dadurch mit Salzen angereichert sind, findet man die Tiere. Einige tropische Arten haben ihre Lebensweise auf Guano spezialisiert. Von der Lebensweise der Larven ist nur sehr wenig bekannt. Die meisten Arten entwickeln sich an verrottendem Seetang.